# Schichtwachstum
Unter Schichtwachstum versteht man in der Oberflächenchemie und -physik das Wachstum atomarer oder molekularer Strukturen an einer Phasengrenze. Verständnis darüber, welches Verhalten vorliegt oder zu erwarten ist, ist wichtig für Grundlagenwissenschaften und für Anwendungen, beispielsweise in der Mikroelektronik oder bei der Entwicklung von Katalysatoren.

## Arten
Generell wird zwischen drei Grenzmechanismen unterschieden. Welcher von ihnen auftritt, hängt wesentlich von der Temperatur und der Wachstumsgeschwindigkeit ab. In der Regel entscheidet die Balance zwischen zahlreichen Faktoren wie Oberflächendiffusion, Nukleierungswahrscheinlichkeit, Oberflächenenergien und Adsorptionsmechanismus, welches Wachstum vorherrscht.

### Frank-van-der-Merwe-Wachstum

Frank-van-der-Merwe-Modus

Im Fall des Frank-van-der-Merwe-Wachstums wachsen dünne Filme gleichmäßig Schicht für Schicht. Diese Art von Oberflächenwachstum ist z. B. bei Modell-Katalysatoren wichtig.

### Stranski-Krastanow-Wachstum

Stranski-Krastanov-Modus

Beim Stranski-Krastanow-Wachstum bildet sich zunächst eine Benetzungsschicht (engl. wetting layer) aus, welche aus einer oder mehreren Lagen bestehen kann. Dann erfolgt das Wachstum von dreidimensionalen Inseln auf dieser Benetzungsschicht. Dabei entstehen Quantenpunkte.

### Volmer-Weber-Wachstum

Volmer-Weber-Modus

Beim Volmer-Weber-Wachstum handelt es sich um die häufigste Art für das Wachstum dünner Schichten. Hier bildet sich keine Benetzungsschicht aus, sondern die Inseln wachsen direkt auf der Oberfläche des Substrats. Die dabei entstehenden Strukturen können Eigenschaften von Nanopartikeln aufweisen. Ein solches Wachstum führt zu einer großen Oberfläche, wie sie beispielsweise bei heterogenen Katalysatoren in der chemischen Industrie erforderlich sind.